# Guerra Luso-Castelhana (1250-1253)
A Guerra Luso-Castelhana de 1250 a 1253 foi um conflito militar que opôs a Coroa Portuguesa à Coroa de Leão e Castela pela posse do Algarve.

## História
Portugal encontrava-se envolvido na reconquista de território aos mouros há já vários séculos. Em 1238 o rei D. Dinis ocupou Aiamonte e, em 1249, o rei D. Afonso III concluiu a conquista do Algarve com uma campanha militar em que tomou as últimas cidades ainda em poder muçulmano, nomeadamente Faro, Albufeira, Loulé, Porches e Aljezur. A maioria do Algarve fora conquistado pelos cavaleiros da Ordem de Santiago.
Após a conquista de Faro, D. Afonso III não favoreceu a Ordem de Santiago com aquela cidade, possivelmente para limitar a influência dos espadatários no Algarve, antes entregou a sua alcaidaria a Estevão Pires de Tavares, um apoiante do rei que figurara no ataque.
Aben Mafom, emir do Algarve, havia-se porém feito vassalo e tributário do rei de Castela, Fernando III, que por esta razão considerava pertencer-lhe o território e em 1250 invadiu o Algarve.
Em 1251, D. Afonso III atravessou o Guadiana e ocupou as vilas mouras de Aroche e Aracena. Afonso X de Castela, por sua vez, atacou Alcoutim e cercou Tavira.
Uma trégua foi, então, negociada entre D. Fernando III e D. Afonso III mas o rei D. Fernando III morreu em 1252 e sucedeu-lhe no trono o seu filho, Afonso X de Castela, que neste mesmo ano desprezou a trégua e contestou a posse do Algarve, de Aroche, Aiamonte e Aracena. É possível que tenha sido por isto que em Novembro Afonso X se instalou em Badajoz, próximo da fronteira portuguesa, e as suas tropas invadiram o Algarve.
As notícias da guerra entre Portugal e Castela chegaram a Roma e em Janeiro de 1253 o Papa Inocêncio IV interveio no sentido de pressionar os dois reis a negociarem a paz, ainda que reconhecesse os direitos de Portugal à posse do Algarve. Ficou acordado que D. Afonso III casar-se-ia com D. Beatriz, filha bastarda de Afonso X. Portugal exerceria a soberania do Algarve e do território a leste do Guadiana mas o usufruto recairia sobre Castela até um filho de Afonso III fazer sete anos. D. Afonso III era, porém já comprometido com a condessa D. Matilde de Bolonha, que protestou, mas faleceu em 1258, deixando assim a questão naturalmente resolvida.
A questão pela posse do Algarve foi resolvida em 1267 mediante a assinatura do Tratado de Badajoz entre Portugal e Castela. Aroche, Aracena e Aiamonte seriam entregues a Castela mediante a assinatura do Tratado de Alcanizes, em troca de outras vilas raianas. 